# St. Stephan (Oberbessenbach)

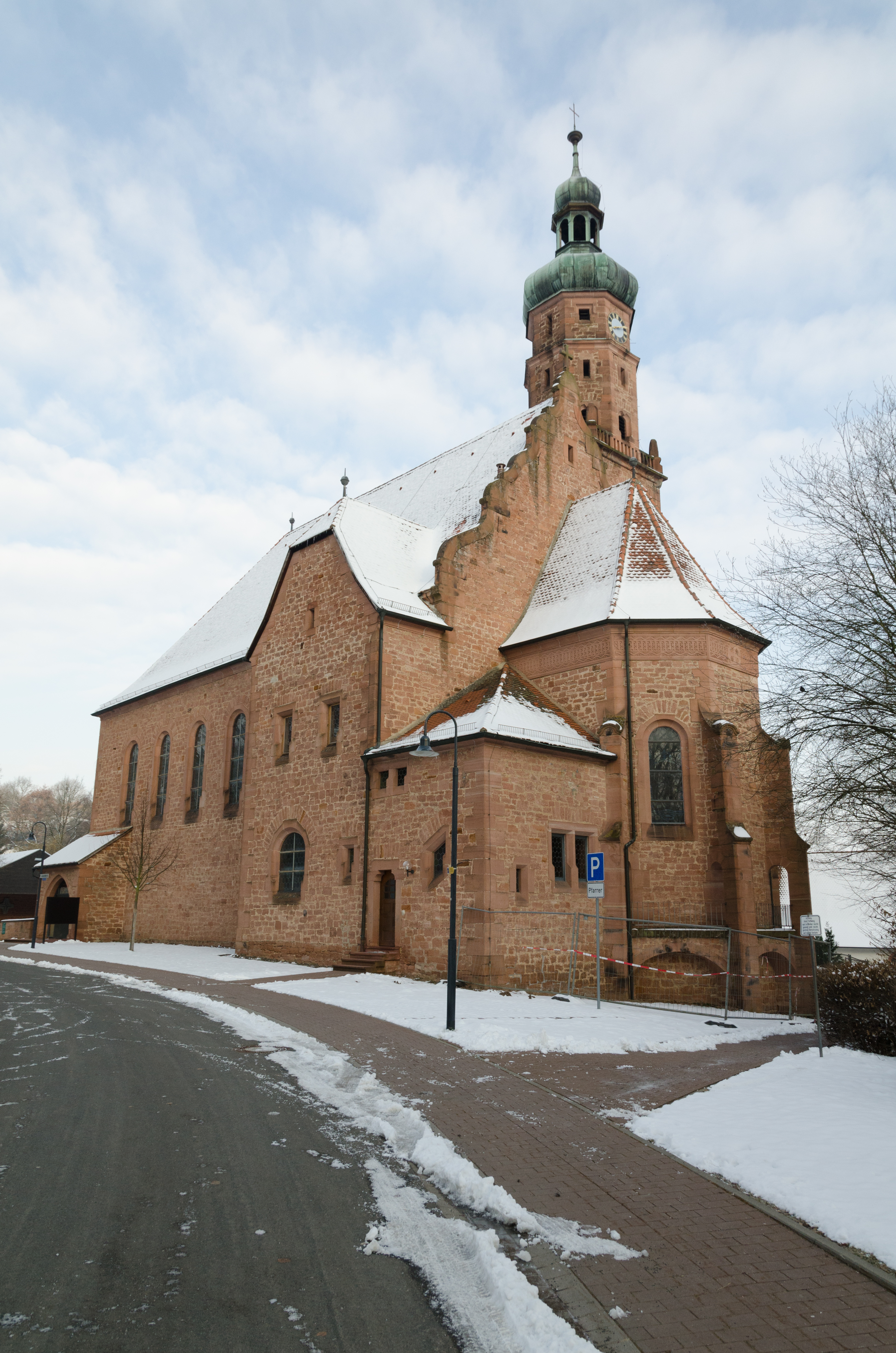
St. Stephan (Oberbessenbach)

Die römisch-katholische, denkmalgeschützte neue Pfarrkirche St. Stephan steht in Oberbessenbach, einem Gemeindeteil der Gemeinde Bessenbach im Landkreis Aschaffenburg (Unterfranken, Bayern). Das Bauwerk ist unter der Denkmalnummer D-6-71-112-28 als Baudenkmal in der Bayerischen Denkmalliste eingetragen. Die Pfarrei gehört zur Pfarreiengemeinschaft Bessenbach (Keilberg) im Dekanat Aschaffenburg-Ost des Bistums Würzburg.

## Beschreibung
Die Saalkirche wurde 1902/03 nach einem Entwurf von Theodor Fischer gebaut. Sie besteht aus einem Langhaus, einem eingezogenen, dreiseitig geschlossenen Chor im Osten, der von Strebepfeilern gestützt wird, der Sakristei an der Südwand des Chors und einem Kirchturm, der in die Nordwand des Langhauses eingestellt ist. Gegenüber dem Kirchturm, der mit einer Welschen Haube bedeckt ist, wurde ein Querarm angebaut. Der Innenraum der Kirche wurde 1904 ausgemalt. Die Orgel mit 17 Registern, 2 Manualen und einem Pedal wurde 1903 von Willibald Siemann gebaut.